# Asepsia quirúrgica
La asepsia quirúrgica es la esterilización completa y la ausencia casi total de bacterias en un área. Es de fundamental importancia en la sala de operaciones. Es un proceso utilizado para prevenir la contaminación de microbios y endoesporas, antes, durante y después de una cirugía y utilizando materiales y técnicas estériles.

## Historia
La primera etapa en la asepsia es la limpieza, concepto generado en Hipócrates.
Para encontrar el moderno concepto de asepsia hay que ubicarse en el siglo XIX. Semmelweis demuestra que el lavado de las manos antes de atender un parto reduce la fiebre puerperal. Luego de las sugerencias de Louis Phillips, Spencer Lister introduce el uso del ácido carbólico como desinfectante de cirugía. Lawson Tait va de la antisepsia a la asepsia, introduciendo principios y prácticas que aún son válidas hoy. Ernst von Bergmann introduce el autoclave, mejorando la esterilización de los instrumentos de cirugía.